# Borovo (Kriva Palanka)
Pour les articles homonymes, voir Borovo.
Borovo (en macédonien Борово) est un village du nord-est de la Macédoine du Nord, situé dans la municipalité de Kriva Palanka. Le village comptait 87 habitants en 2002.

## Démographie
Lors du recensement de 2002, le village comptait :
- Macédoniens : 87